# Amosis-Tumerisi
Amosis-Tumerisi va ser una princesa de l'antic Egipte de la XVII dinastia. Era presumptament la filla del faraó Tao II i germana d'Amosis I, ja que els seus títols eren "Filla del Rei" i "Germana del Rei".

El seu nom ens ha arribat perquè estava escrit al seu sarcòfag, que avui en dia es troba a l'Hermitage de Sant Petersburg. La seva mòmia va ser trobada a la fossa MMA 1019 del xeic Abd el-Kurna.

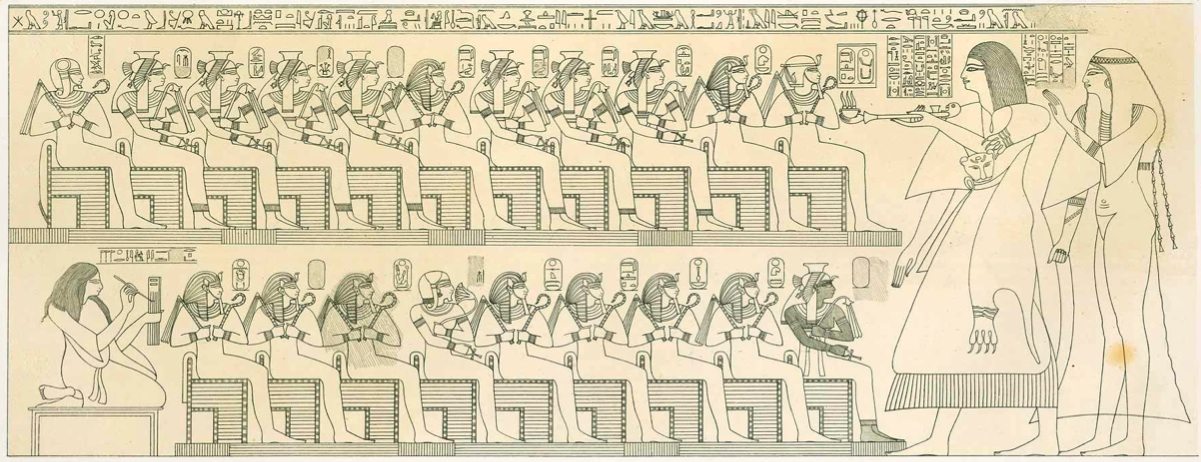
Escena present a la tomba de Inherkhau, que representa els "Senyors d'Occident". A la part superior, de dreta a esquerra: Amenofis I, Amosis I, Aah-Hotep I, Amosis Meritamon, Amosis-Sitamon, Siamon?, Amosis-Henuttamehu, Amosis-Tumerisi, Amosis-Nebetah, Amosis-Sipair. A la part inferior, de dreta a esquerra: Amosis Nefertari, Ramses I, Mentuhotep II, Amenofis II, Tao II, Ramose?, Ramsès IV, un faraó desconegut i Tuthmosis I.